# Ustilospora

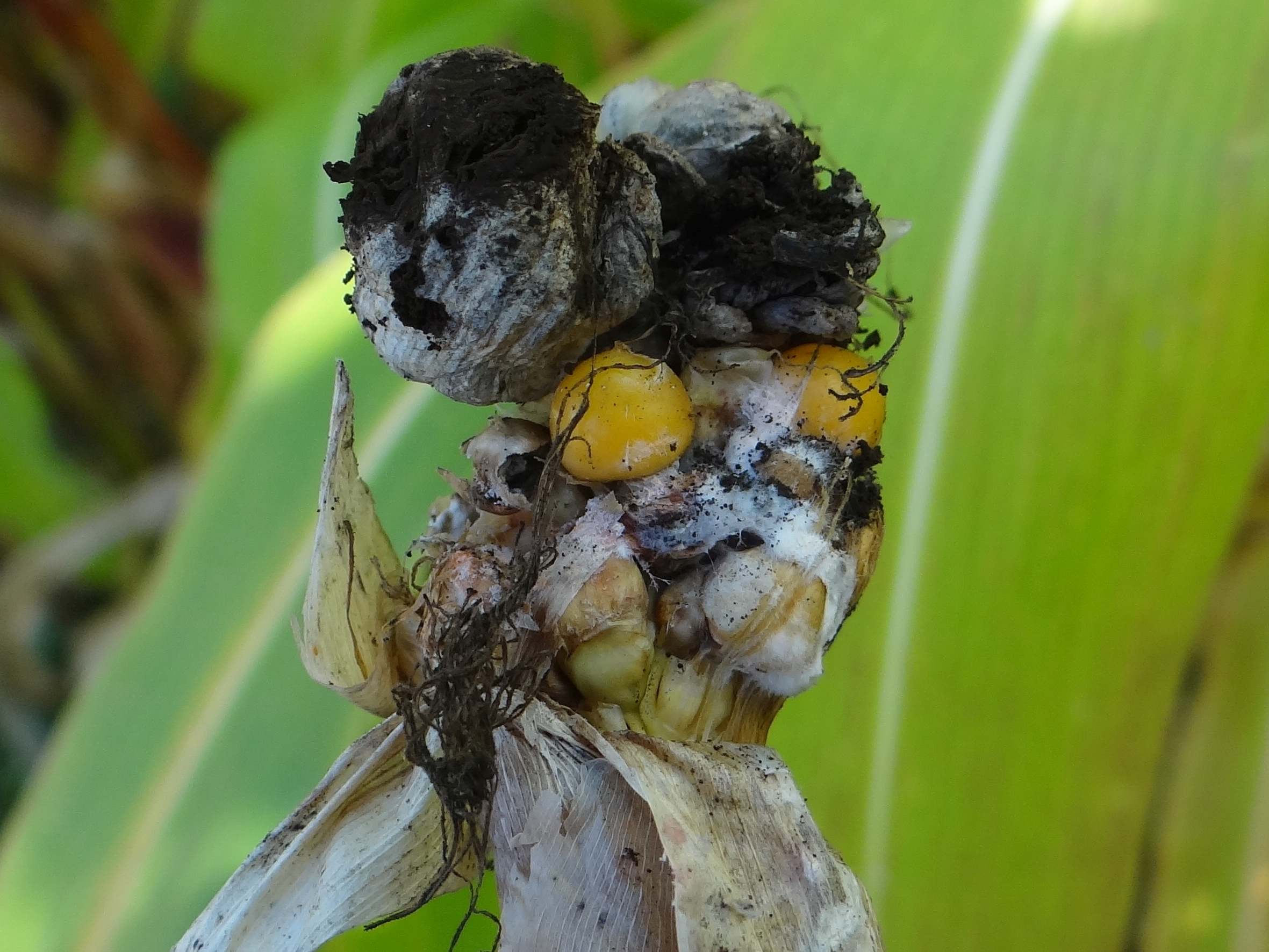
Czarne skupisko ustilospor w kolbie kukurydzy porażonej przez głownię kukurydzy

Ustilospora, zwana też zarodnikiem głowniowym – rodzaj zarodnika konidialnego, charakterystyczny dla grzybów z podtypu grzyby głowniowe (Ustilaginomycotina). Jest odpowiednikiem teliospory u rdzy (Pucciniomycetes) i podobnie jak ona pełni również rolę przetrwalnika, różni się jednak od niej pewnymi cechami. U większości gatunków na wytworzenie ustilospor zostaje zużyta cała grzybnia. Grzyb obumiera, pozostawiając ogromne ilości ustilospor.
Ustilospory mają średnicę 5–50 μm i są przeważnie kuliste lub owalne. Gdy występują w dużym stłoczeniu stają się spłaszczone i kanciaste. Mają dwuwarstwową ścianę. Ściana wewnętrzna jest bezbarwna, cienka, zewnętrzna gruba, zazwyczaj brunatna i ma powierzchnię gładką, lub z charakterystyczną rzeźbą. Zazwyczaj ustilospory są jednokomórkowe. Mogą wyrastać pojedynczo, po dwa, lub tworzyć kłębki składające się z płodnych zarodników i płonnych, wypełnionych powietrzem. Te ostatnie stanowią osłonę i spełniają funkcję aparatu lotnego umożliwiającego roznoszenie ustilospor przez wiatr.